# Fredrik Esmarch
Fredrik Wilhelm Alexander Esmarch, född 22 mars 1874 i Sankt Petersburg, död 26 november 1946 i Västervik, var en svensk-tysk industriman.
Fredrik Esmarch var son till civilingenjören Jens Ove Esmarch. Fadern härstammade från Schleswig-Holstein men arbetade i Ryssland med konstruktion av kvarnbyggnader i Ryssland. Fredrik Esmarch studerade vid Sankt Petri tyska skola och gymnasium i Sankt Petersburg, hade verkstadspraktik vid Baltische Elektrotechnische Fabrik i Riga och studerade därefter vid textilfirman Schimmel & Co. i Chemnitz. 1896-1900 var han ingenjör vid Sankt Petersburger Metallfabrik och studerade vidare vid finpappersbruket i Okulovka och därefter vid verkstäderna i Heidenheim an der Brenz. Esmarch var resande i Ryssland, Finland och Sverige för pappersfirman John Sumner & Co. i Moskva och 1903-1906 disponent för pappersbruket i Okulovka. 1907 flyttade han till Sverige där han blev VD för AB Brusafors-Hällefors och året efter köpte han företaget inklusive anläggningarna Brusafors sulfitcellulosafabrik (beläget i vad senare kom att benämnas Mariannelund) och Hällefors pappersbruk (beläget i vad senare kom att benämnas Silverdalen). 1901-1916 ägde han även Storebro sulfitfabrik och från 1914 Sävsjöströms bruk. Från 1924 var Esmarch även VD för Svenskt papper AB. Han var kommunalfullmäktige i Lönneberga kommun 1919-1938, ledamot av kyrkobyggnadskommittén där 1925-1926, ordförande i skolbyggnadskommittén 1932-1933 samt ledamot av Småland och Blekinge handelskammare med dess arbetsutskott från 1921.
Fredrik Esmarch blev 1928 riddare av Vasaorden och 1934 riddare av Nordstjärneorden.